# This Left Feels Right
Album This Left Feels Right, vydané 4. listopadu 2003, mělo obsahovat klasické akustické verze písní od Bon Jovi. Do studia byl přizván odborník na podobné akustické projekty – producent Patrick Leonard a nakonec byly písně úplně předělány.

## Skladby na This Left Feels Right
1. "Wanted Dead Or Alive" (3:43)
2. "Livin' On A Prayer" (3:41)
3. "Bad Medicine" (4:27)
4. "It's My Life" (3:42)
5. "Lay Your Hands On Me" (4:27)
6. "You Give Love A Bad Name" (3:29)
7. "Bed Of Roses" (5:38)
8. "Everyday" (3:45)
9. "Born To Be My Baby" (5:27)
10. "Keep The Faith" (4:12)
11. "I'll Be There For You" (4:21)
12. "Always" (4:18)

- Všechny písně na tomto albu byly v nové akustické verzi.

## Sestava
- Jon Bon Jovi – zpěv, akustická kytara, perkuse
- Richie Sambora – kytary, doprovodné vokály
- Tico Torres – bicí, perkuse
- David Bryan – klávesy, doprovodné vokály
- Hugh McDonald – basová kytara, doprovodné vokály
- Olivia d'Abo – zpěv (skladba 2)